# STS-41
STS-41, voluit Space Transportation System-41, was een Spaceshuttlemissie van de NASA waarbij de spaceshuttle  Discovery gebruikt werd. De Discovery werd gelanceerd op 6 oktober 1990. Deze vlucht moest de Ulysses in de ruimte brengen.

## Bemanning
- Richard N. Richards (2), Bevelhebber
- Robert D. Cabana (1), Piloot
- William M. Shepherd (2), Missie Specialist 1
- Bruce E. Melnick (1), Missie Specialist 2
- Thomas D. Akers (1), Missie Specialist 3

tussen haakjes staat het aantal vluchten dat de astronaut gevlogen zou hebben na STS-41

## Missieparameters
- Massa
  - Shuttle bij Lancering: 117.749 kg
  - Shuttle bij Landing: 89.298 kg
  - Vracht: 21.473 kg
- Perigeum: 300 km
- Apogeum: 307 km
- Glooiingshoek: 28,5°
- Omlooptijd: 90,6 min